# Тома Гоцев
Тома Гоцев или Гецев е български революционер, деец Вътрешната македонска революционна организация.

## Биография
Роден в сярското село Дели Хасан, тогава в Османската империя, днес в Гърция. Влиза във ВМОРО. При избухването на Балканската война в 1912 година е доброволец в Македоно-одринското опълчение и служи в Трета рота на Трета солунска дружина. Носител е на орден „За храброст“ IV степен.
След 1919 година се включва във възстановяването на ВМРО в Дойранско и Поройско. Загива на 8 ноември 1922 година заедно с Г. К. Гайдаров от Порой и Танчо Гегов от Кеседжи чифлик.